# Karel Feller
Karel Feller (1. prosince 1898, Praha – 1991) byl český fotbalista, útočník, československý reprezentant.

## Sportovní kariéra
Za československou reprezentaci odehrál v 13. srpna 1922 utkání se Švédskem ve Stockholmu, které skončilo výhrou 2–0. Hrál za pražskou Spartu v letech 1914–1917 a za DFC Prag v letech 1922–1926.

## Ligová bilance
| Ročník              | Zápasy | Góly | Klub     |
| ------------------- | ------ | ---- | -------- |
| Asociační liga 1925 | 1      | 0    | DFC Prag |
| CELKEM              | 1      | 0    |          |